# Circipani

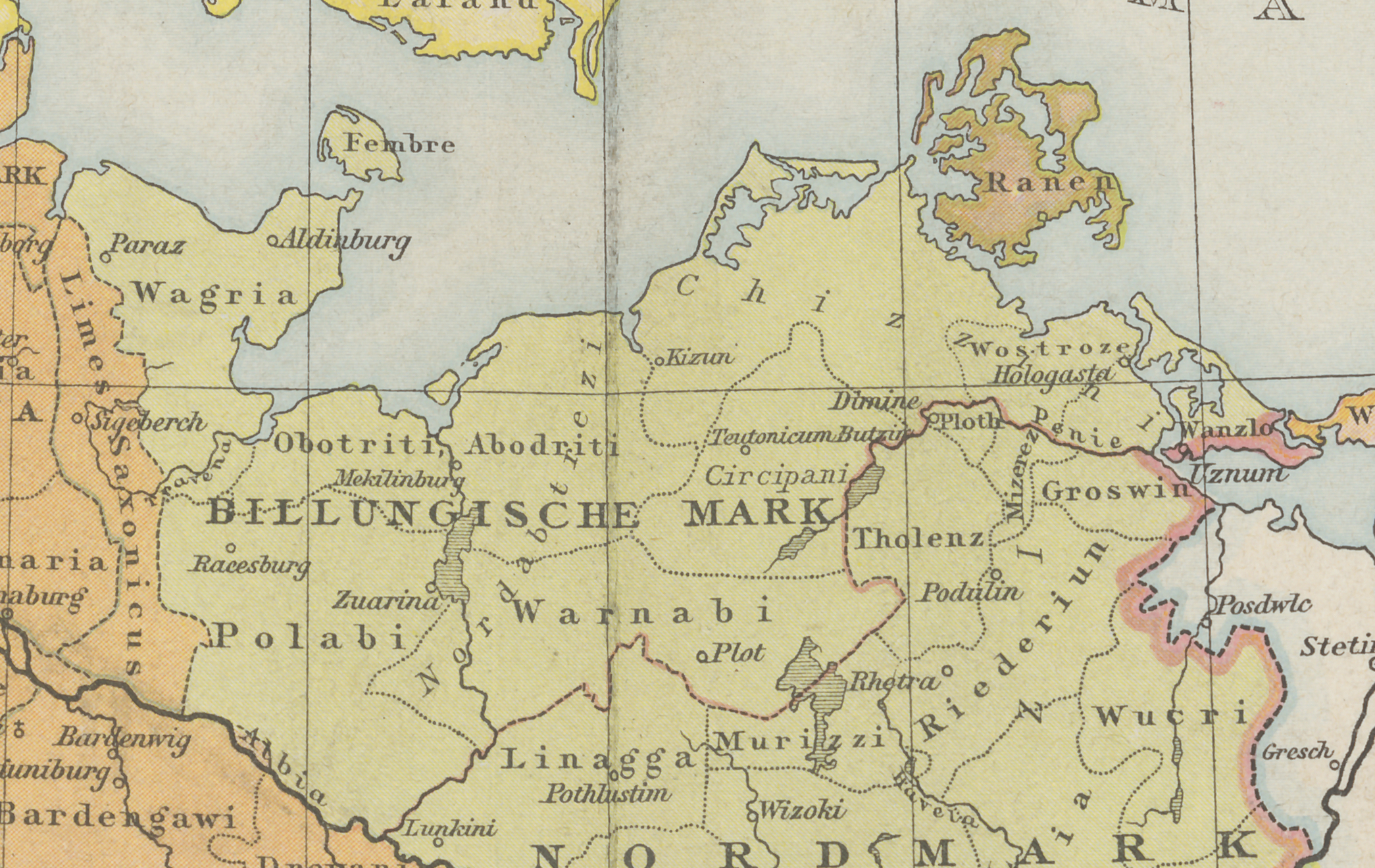
Area di stanziamento dei Circipani intorno all'anno 1000

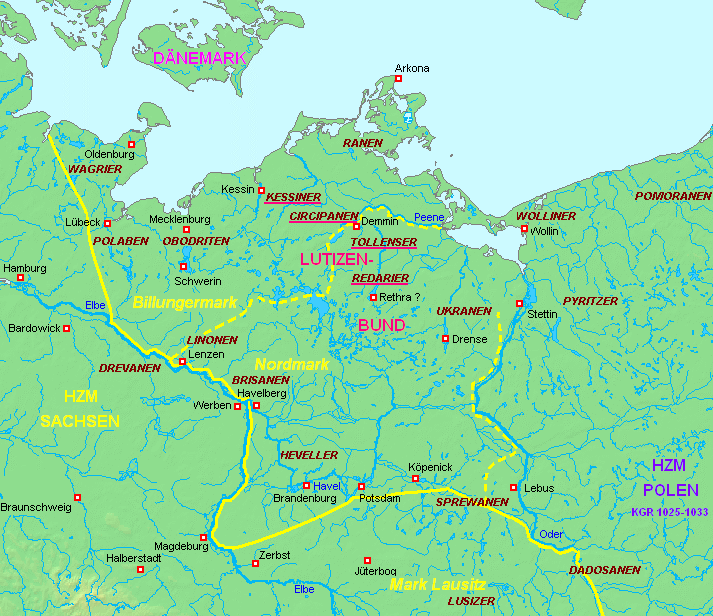
Territorio delle tribu della federazione dei Liutici (sottolineate in rosso)

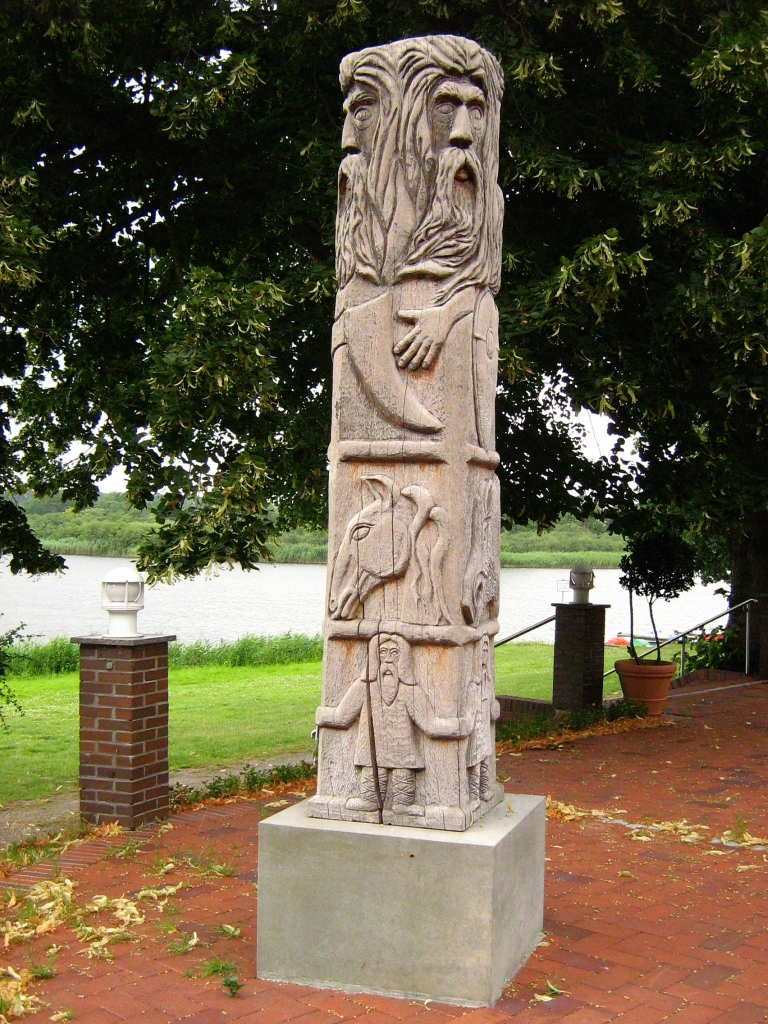
Moderna statua del dio slavo della guerra Svantevit sull'isola di Burgwallinsel nel lago di Teterow

I Circipani o Zirzipani, erano una tribù appartenente al gruppo degli slavi occidentali Lutici che nel VII secolo si insediò lungo il corso superiore del fiume Peene nel Meclemburgo centro-orientale nell'attuale Germania nord-orientale.
I Circipani sono citati da varie fonti storiche: la prima citazione è quella negli Annales Sangallenses maiores per l'anno 955, in cui vengono chiamati Zcirizspanis, successivamente sono citati da Adamo di Brema nella sua Gesta Hammaburgensis ecclesiae pontificum, da Helmold di Bosau nella Chronica Slavorum e da Annalista Saxo.
L'area di insediamento dei Circipani, chiamata Circipania, si trovava secondo le fonti storiche "al di là della Peene", guardando da
oriente. Analisi storiche hanno delineato l'area tribale dei Circipani in modo più preciso come quella intorno al lago di Teterow e racchiusa dai fiumi Recknitz, Trebel e Peene. I loro principali centri erano Teterow, Malchin, Demmin e Dargun.
Ricerche archeologiche condotte dagli storici Wilhelm Unverzagt e Ewald Schuldt all'inizio degli anni cinquanta (1950-1953) nell'area dei lago di Teterow hanno portato alla luce diversi reperti sull'isola di Burgwallinsel riconducibili ad un insediamento dei Circipani risalente al XI/XII secolo.
I Circipani, insieme ai Redari, ai Tollensani e ai Chizzini, costituivano la federazione dei Liutici. Nel 955 i Circipani presero parte insieme ai Tollensani alla Battaglia del Raxa, in cui furono sconfitti dalle truppe germaniche comandate da Ottone I di Sassonia. Successivamente, i Circipani parteciparono, insieme alle altre tribù della suddetta federazione, alla rivolta slava del 983 che pose fine per circa 200 anni alla colonizzazione del regno germanico verso l'est Europa.
Dopo la vittoria contro i germani i Circipani rimasero nella federazione con i Liutici fino a quando questa si sciolse a causa delle lotte interne culminate nella dissoluzione nel 1057. Intorno al 1056 i Redari, nel cui territorio si trovava la capitale dei Liutici Rethra, rivendicarono per questo una egemonia sulle altre tribù. Questo portò i Chizzini e i Circipani a combattere contro i Tollensani e i Redari che chiesero aiuto agli Obodriti. Nel 1057 il sovrano obodrita Godescalco, con il supporto del re danese Sweyn II e del duca di Sassonia Bernardo II invase la Circipania sottomettendo Chizzini e Circipani e annettendo le loro terre al suo regno. Da tale conflitto interno tutta la regione ne risultò indebolita ed esposta pertanto alle spedizioni di conquista dei vicini.
Nel 1120 Vartislao I, duca di Pomerania, conquistò le aree a ovest dell'Oder del Peene e del Tollense.
Nel 1147, durante la crociata dei Venedi, l'esercito sassone-danese-polacco si diresse nella zona degli Obodriti e dei Liutici, riconquistando la città di Havelberg, persa nella rivolta slava del 983, e ponendo l'assedio al castello obodtrita di Dobin (presso l'attuale città di Dobin am See) e alla città di Demmin. Questi assedi si conclusero con un nulla di fatto. A Dobin, dove si era asserragliato il principe obodrita Niclot, l'esercito crociato comandato da un giovane Enrico il Leone e dal vescovo Adalbero di Brema, dopo un assedio di tre mesi fece un accordo con Niclot in base al quale gli Abodriti acconsentirono al battesimo di massa e alla liberazione dei prigionieri danesi, per contro i crociati revocarono l'assedio e se ne andarono. Anche l'assedio di Demmin non andò a buon fine e un contingente di crociati venne inviato ad attaccare la Pomerania. Essi fecero il loro arrivo nella città cristiana di Stettino dove dopo un incontro con il vescovo Adalberto di Pomerania e il principe Ratibor I di Pomerania si ritirarono. Queste incursioni, anche se non portarono alla conquista delle suddette roccaforti, determinarono comunque gravi danni ai territori circostanti che furono devastati e depredati.
Dopo la morte di Vartislao, i suoi figli Casimiro e Boghislao, nel 1155 suddivisero il ducato di Pomerania, creando il ducato di Pomerania-Demmin, governato da Casimiro, e quello di Pomerania-Stettino, governato da Boghislao. La Circipania, compreso il corso superiore dei fiumi Peene, Tollense, Dievenow e Rega, venne compresa nel ducato di Pomerania-Demmin.
Negli anni successivi il territorio della Circipania fu soggetto a numerose incursioni da parte dei danesi che culminarono nel 1170/71 nella conquista di tutta la ragione da parte di Valdemaro I. Con alterne vicende la regione rimase sotto il controllo della Danimarca fino al 1227, quando il re danese Valdemaro II fu sconfitto a Bornhöved da una coalizione di signori dell'Holstein e della Germania settentrionale guidata dal conte Adolfo IV di Schaumburg.
Successivamente la Pomerania, indebolita dalla perdita degli alleati danesi, dovette far fronte alle pressioni provenienti sia dal Brandeburgo che dal Meclemburgo. Nel 1236 Enrico Borwin III, signore di Rostock, invase la Pomerania conquistando le città di Gnoien e Kalen. Nello stesso anno il duca di Pomerania Vartislao III firmò il trattato di Kremmen in base al quale egli riconobbe la sovranità feudale dei margravi di Brandeburgo sul ducato della Pomerania. In base a questi eventi la Circipania venne divisa fra il Meclemburgo che controllava la zona più ampia occidentale con Güstrow e Teterow e la Pomerania che controllava la parte più piccola orientale intorno a Demmin.
Dopo di allora il nome Circipania cadde in disuso e non venne più indicato nelle carte geografiche.